# Лиственница европейская
Ли́ственница европе́йская, или Лиственница опада́ющая (лат. Lárix decídua) — вид хвойных деревьев из рода Лиственница (Larix) семейства Сосновые (Pinaceae).

## Распространение и экология
Распространена в хвойных и смешанных лесах Западной и Центральной Европы, доходя на востоке до Карпат. В пределах естественного ареала лиственница европейская занимает главным образом горные местообитания в Альпах и Карпатах, располагаясь в основном на высотах между 1000 и 2500 м над уровнем моря, в предгорьях местами спускается до 300 м, поднимается в альпийский пояс, доходя до альпийских криволесий. В верхней зоне встречается в смеси с европейским кедром (Pinus cembra) и сосной горной (Pinus mugo), ниже — с елью обыкновенной (Picea abies), пихтой белой (Abies alba), буком лесным (Fagus sylvatica) и другими породами. В подлеске частыми спутниками являются рододендрон жёстковолосистый (Rhododendron hirsutum), рододендрон ржавый (Rhododendron ferrugineum), Rhododendron ehamaecystus, можжевельник обыкновенный (Juniperus communis), виды рода Вакциниум (Vaccinium) и другие растения.

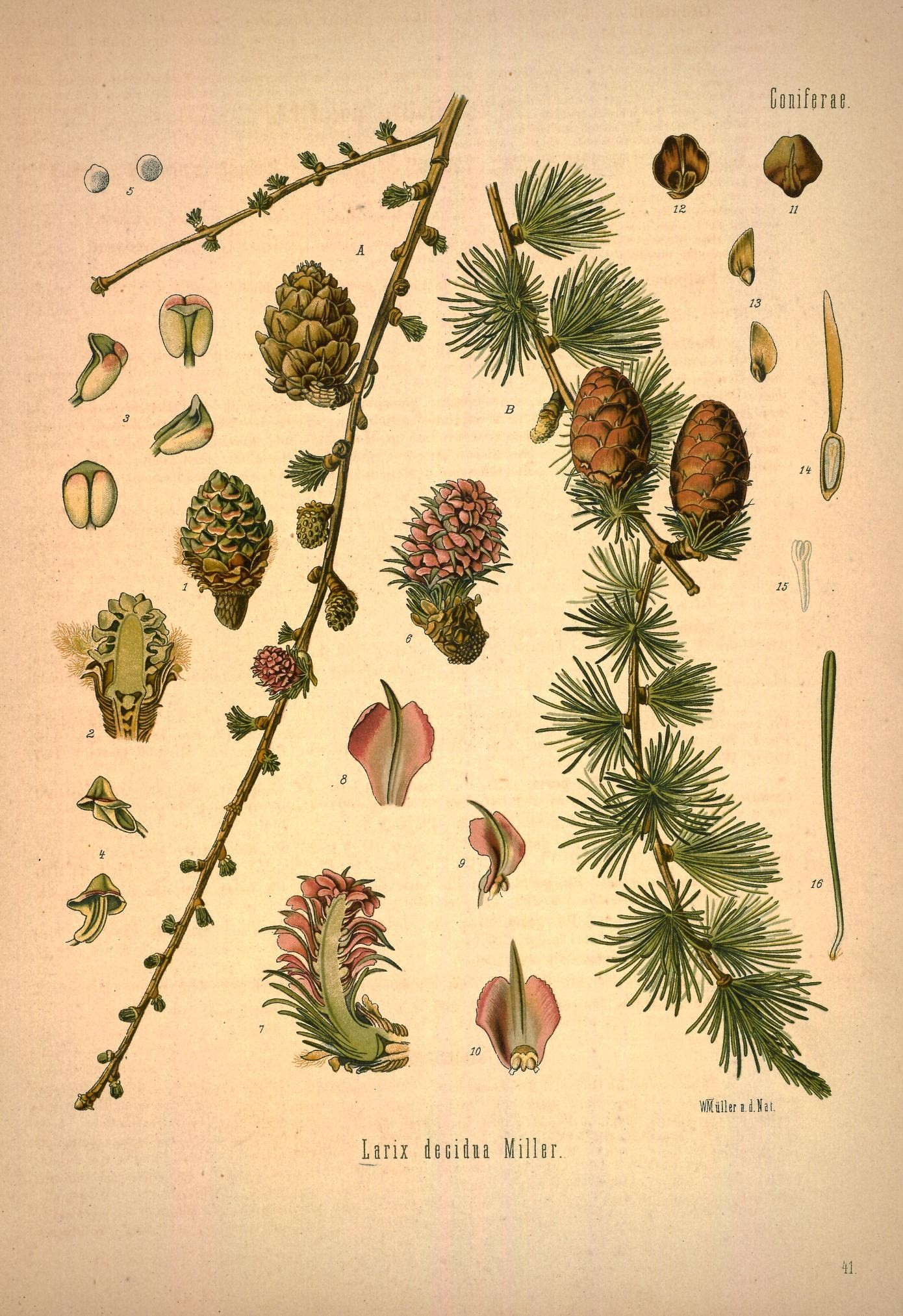

Заболачивания не выносит, очень светолюбива. К горным породам и почвам не требовательна; успешно растёт на известковых, кристаллических, сланцевых породах, на подзолистых, чернозёмных и неразвитых почвах. Лучший рост на суглинистых умеренно влажных и мощных почвах.

## Ботаническое описание
Лиственница европейская — дерево достигающее в высоту 30—40 (отдельные экземпляры до 50) м при диаметре ствола 80—100 (до 150) см. Она отличается долговечностью, доживает до 500 и более лет. Крона конусовидной или неправильной формы. Кора на взрослых стволах продольно-трещиноватая, бурая или серо-бурая, во внутренних слоях красно-бурая, толщиной 2—4 см; на молодых побегах серовато-желтоватая, голая. Корневая система глубинная, обеспечивающая полную ветроустойчивость; на молодых тонких корнях часто эктотрофная микориза.
Почки верхушечные мелкие, шаровидные, боковые — полушаровидные, голые. Хвоя в пучках по 20—40 (до 65) штук, светло-зелёная, часто с сизоватым налётом, узколинейные, мягкие, длиной 10—40 мм, шириной 0,6—1,6 мм.
Мужские колоски яйцевидно-шаровидные, жёлтые; женские — яйцевидно-цилиндрические, длиной 10—18 мм, чаще пурпурные, реже розовые, зеленовато-белые, зелёные или жёлтые. У одиночных растений впервые появляются на 10—20-м году, в насаждении на 30—35-м году жизни. Цветут одновременно с распусканием хвои.
Шишки яйцевидно-конические или продолговато-яйцевидные, молодые пурпурные, зрелые буроватые, длиной 2—4 (до 6) см, диаметром 2—2,4 см, состоят из 45—70 чешуек, расположенных в 6—8 рядов. Семенные чешуйки кожистые, овально-округлые, голые или с редким опушением, слабо наружу выпуклые; кроющие чешуйки овальные, с длинным остроконечием, выступающим из-за семенных чешуек. Раскрываются весной следующего года и опадают через 3—5 (до 10) лет, часто вместе с отмиранием побегов. Шишки часто прорастают новым зелёным побегом. Семена обратно-овальные, длиной 3—4 мм; крыло тонкое, яйцевидно-полукруглое, длиной 9—11 мм. В 1 кг 125—135 тысяч семян; 1000 штук весят 4,7—6,5 г. Плодоносит через 3—5 лет.

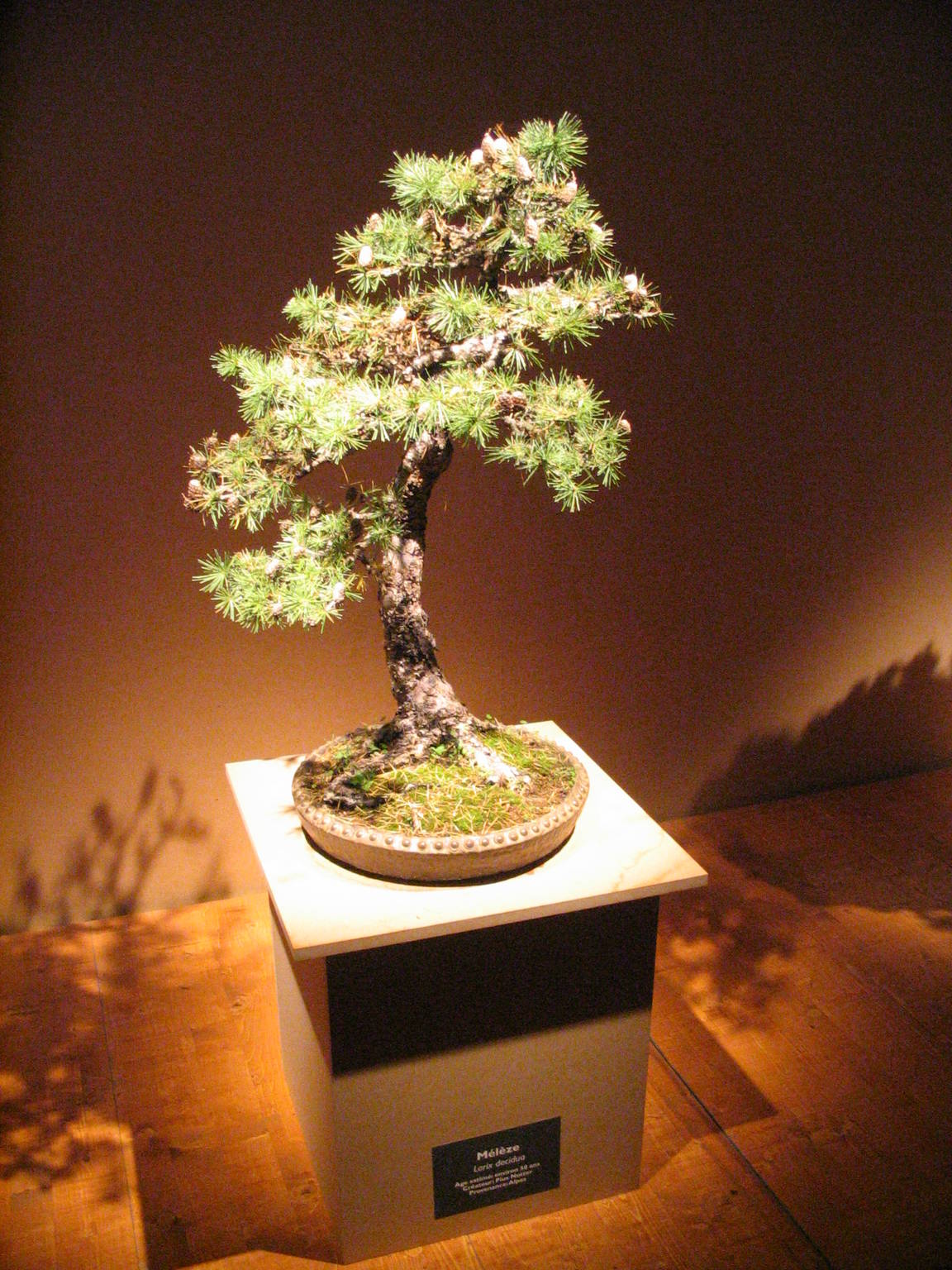
Бонсай

|                                                                       |  |  |  |
| Слева направо: Молодая хвоя. Зрелая хвоя. Молодая шишка. Зрелая шишка |  |  |  |

## Значение и применение
Древесина смолистая, твёрдая, хорошо противостоящая гниению; особенно ценится красное ядро, как строительный материал для водных сооружений, парников и других сооружений.
В культуре по всей Европе с XVII века, разводится как декоративная и лесная порода. Преуспевает в горах Шотландии. В Швеции в росте конкурирует с лиственницей сибирской (Larix sibirica). В России разводится как декоративное растение с середины XVIII века, как лесное — с середины XIX века.
Используется как растения для бонсая.

## Классификация

### Таксономия
Вид Лиственница европейская входит в род Лиственница (Larix) семейства Сосновые (Pinaceae) порядка Сосновые (Pinales).
|  |               |  |                          |                          |                    |  | ещё 6 семейств | ещё 6 семейств |                             |  |  |  | ещё 11 видов |
|  |               |  |                          |                          |                    |  | ещё 6 семейств | ещё 6 семейств |                             |  |  |  | ещё 11 видов |
|  |               |  |                          | порядок Сосновые         |                    |  |                |                | род Лиственница             |  |  |  |              |
|  |               |  |                          | порядок Сосновые         |                    |  |                |                | род Лиственница             |  |  |  |              |
|  | отдел Хвойные |  |                          |                          | семейство Сосновые |  |                |                | вид Лиственница европейская |  |  |  |              |
|  | отдел Хвойные |  |                          |                          | семейство Сосновые |  |                |                |                             |  |  |  |              |
|  |               |  | ещё три вымерших порядка | ещё три вымерших порядка |                    |  |                | ещё 10 родов   | ещё 10 родов                |  |  |  |              |
|  |               |  |                          | ещё три вымерших порядка |                    |  |                |                | ещё 10 родов                |  |  |  |              |

### Разновидности
В рамках вида выделяют несколько разновидностей:
- Larix decidua var. decidua Mill.
- Larix decidua var. carpatica Domin
- Larix decidua var. polonica (Racib. ex Wóycicki) Ostenf. & Syrach — Лиственница польская

### Формы
В ходе разведения и селекции было выведено множество форм различающихся по форме кроны, окраске колосков, форме чешуек и размеру шишек, существенные из них:

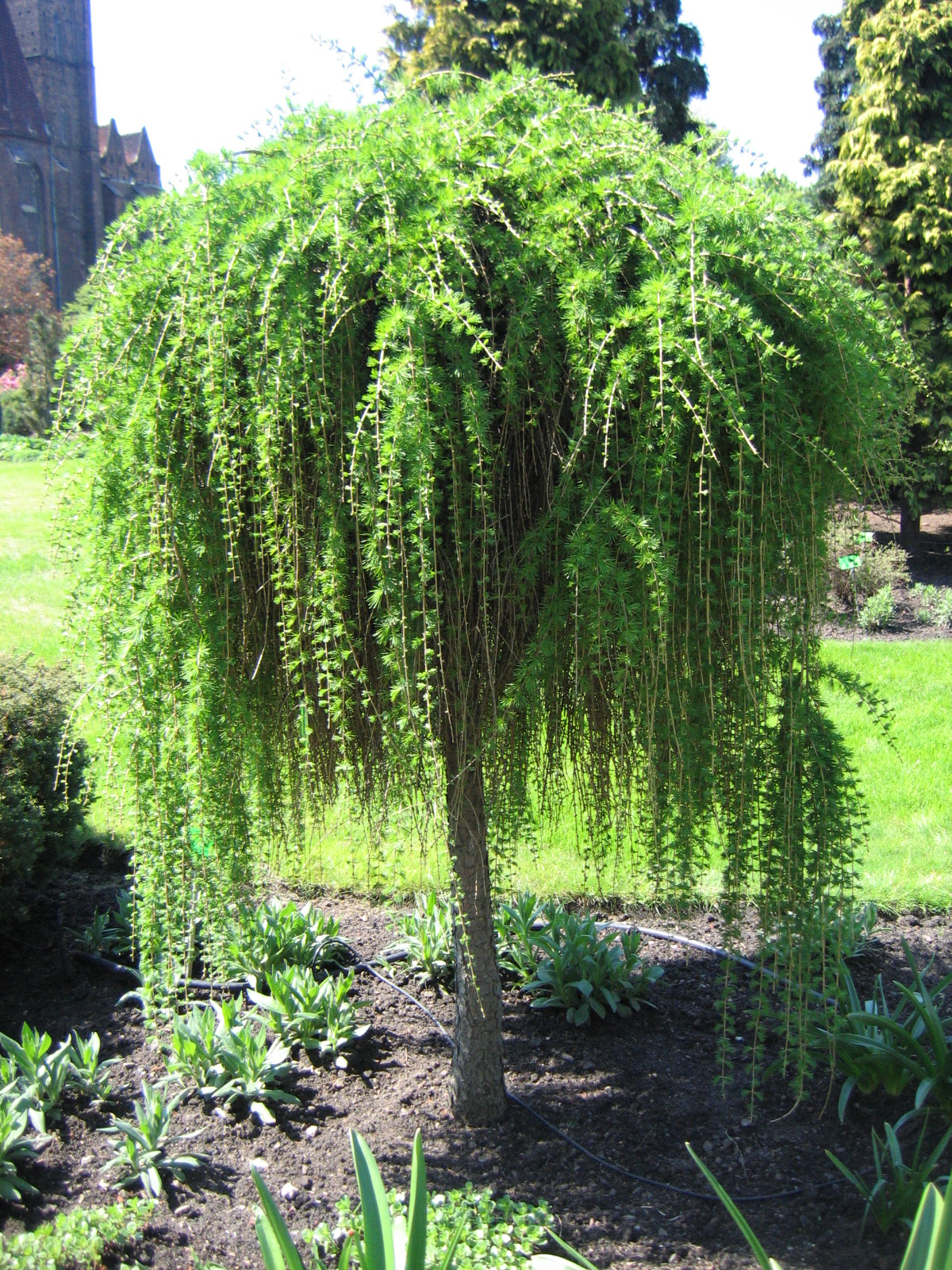
Форма с пониклыми ветвями

- Larix decidua f. fastigiata hort. — колоннообразное дерево, с восходящими ветвями;
- Larix decidua f. pendulina Regel — дерево с пониклыми ветвями и часто многовершинным стволом;
- Larix decidua f. pendula Regel — дерево с полулежачим восходящим стволом и свисающими до земли ветвями;
- Larix decidua f. multicaulis Schr. — многоствольное дерево с узкими кронами на отдельных стволах;
- Larix decidua f. rubra Beck. — колоски пурпурные или красные;
- Larix decidua f. rosiflora Szaf. — колоски розовые;
- Larix decidua f. alha Carr. — колоски зеленовато-белые;
- Larix decidua f. viridiflora Szaf. — колоски зеленоватые;
- Larix decidua f. sulphurea Fig. — колоски серо-жёлтые;
- Larix decidua f. typica Szaf. — чешуйки округлённые или выемчатые;
- Larix decidua f. obtusa Szaf. — чешуйки прямо срезанные;
- Larix decidua f. microcarpa Beissn. — шишки мелкие;
- Larix decidua f. macrocarpa Beissn. — шишки длиной до 60 мм.